# Hot Issue (EP)
《Hot Issue》는 대한민국의 음악 그룹 빅뱅의 한국 두 번째 EP 음반이다. YG 엔터테인먼트에 의해 발매되었다. 빅뱅의 첫 EP 음반 Always에 이어 발표했으며, 타이틀 곡  "마지막 인사"는 이전의 "거짓말"이 음원차트에서 7주 연속 1위를 차지하며 최고기록을 기록한 후, 이 곡으로 음원차트에서 8주 연속 정상을 차지하며 또 다시 최장기간 1위 기록을 갈아치웠다. 리더의 G-DRAGON은 20세의 나이로 이 음반의 모든 곡을 작사, 프로듀싱하였다. 노래들은 트렌스 힙합 비트와 팝 멜로디와 조화를 이루고 있으며, "마지막 인사"는 싸이월드 디지털 뮤직 어워드에서 '이 달의 송' 상을 수상하였다. 음반 판매량에서는 10만장을 기록하였다.

## 트랙 리스트
| #            | 제목                             | 작사         | 작곡                         | 편곡         | 재생 시간 |
| ------------ | -------------------------------- | ------------ | ---------------------------- | ------------ | --------- |
| 1.           | 〈Hot Issue (Intro)〉            | G-DRAGON     | G-DRAGON, 용감한 형제        | 용감한 형제  | 1:22      |
| 2.           | 〈바보〉                         | G-DRAGON     | G-DRAGON, 용감한 형제        | 용감한 형제  | 3:45      |
| 3.           | 〈But I Love U (G-DRAGON Solo)〉 | G-DRAGON     | G-DRAGON, KUSH               | KUSH         | 4:15      |
| 4.           | 〈I Don't Understand〉           | G-DRAGON     | 필강                         | 필강         | 4:06      |
| 5.           | 〈Crazy Dog〉                    | G-DRAGON     | G-DRAGON, 용감한 형제, Perry | 용감한 형제  | 3:40      |
| 6.           | 〈마지막 인사〉                  | G-DRAGON     | G-DRAGON, 용감한 형제        | 용감한 형제  | 3:52      |
| 총 재생 시간 | 총 재생 시간                     | 총 재생 시간 | 총 재생 시간                 | 총 재생 시간 | 21:01     |

"But I Love U"는 Paula의 곡 "Rhu of Redd Holt Unlimited"을 샘플링한 곡이다.
"Crazy Dog"는 서태지와 아이들의 곡 "환상속의 그대"를 샘플링한 곡이다.